# Untere Kelter (Markgröningen)

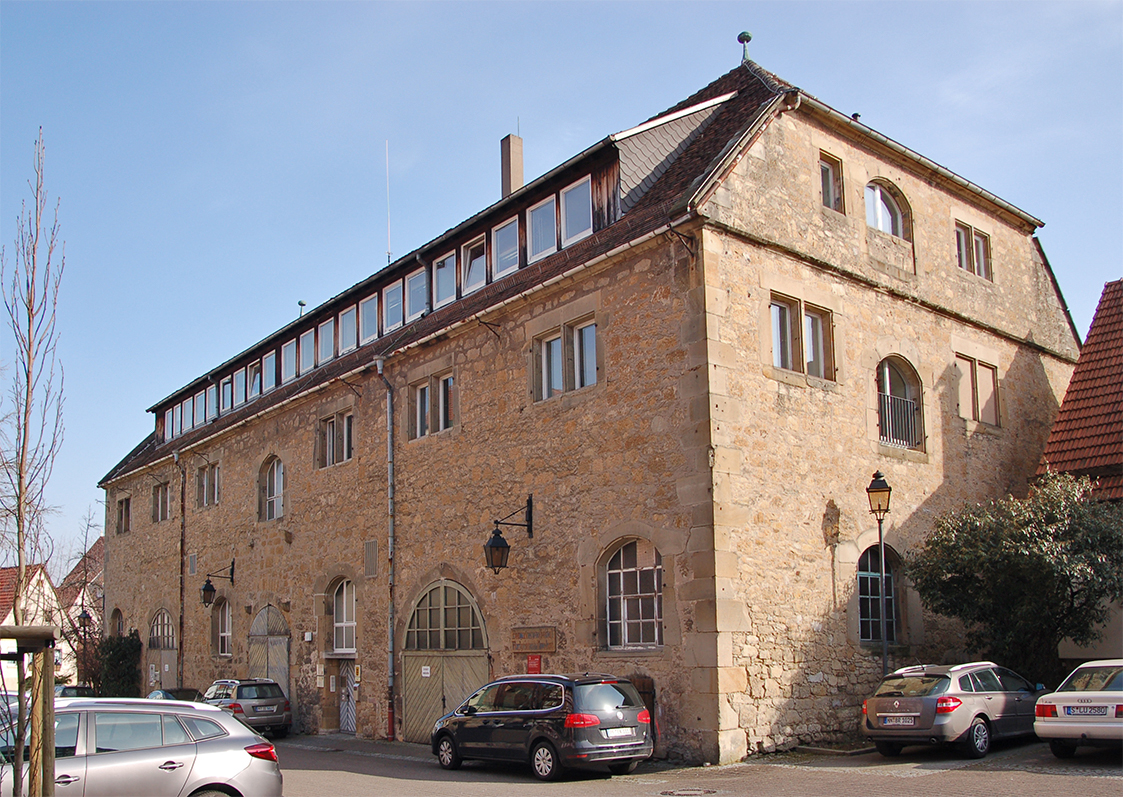
Untere Kelter in Markgröningen

Die Untere Kelter in Markgröningen, einer Stadt im baden-württembergischen Landkreis Ludwigsburg, wurde Anfang des 18. Jahrhunderts als Fruchtkasten errichtet. Die ehemalige Kelter an der Schlossgasse 21 ist ein geschütztes Kulturdenkmal. Ältere Bauteile des 16. Jahrhunderts sind noch vorhanden.

## Beschreibung
Der zweigeschossige Speicherbau aus Bruchsteinmauerwerk mit Eckquaderung und Werksteingliederung besitzt rundbogige Einfahrtstore, Kellertore und Fenstergewände. Im Obergeschoss sind gekoppelte Fenster und an der Giebelseite ehemalige Kranluken vorhanden.
Im Halbwalmdachbau mit durchgehender Schleppgaube sind für das Jahr 1828 acht Kelterbäume nachgewiesen. Das Gebäude wurde 1828 von der Stadt erworben und 1924 grundlegend umgebaut. Im Jahr 1991 erfolgte der Um- und Ausbau des zweiten Obergeschosses und des Dachgeschosses.
Die Obergeschosse werden seit Jahren vom Stadtbauamt und das Erdgeschoss vom Obst-, Wein- und Gartenbauverein genutzt.